# Albert Wagner (Politiker)
Albert Wagner (* 22. November 1885 in Fürfurt; † 19. Januar 1974 in Weilburg) war ein deutscher Verwaltungsbeamter und Politiker (SPD). Von 1949 bis 1951 gehörte er als Minister der hessischen Landesregierung an.

## Leben und Beruf
Wagner wurde als Sohn eines Landwirts geboren. Nach dem Schulbesuch arbeitete er von 1906 bis 1919 als Volksschullehrer. Anschließend schlug er eine Beamtenlaufbahn ein, wurde 1919 Schulrat in Bütow und war später in gleicher Funktion in Breslau und Potsdam tätig. Er wurde 1928 zum Regierungsdirektor ernannt und amtierte von 1930 bis 1933 als Regierungsvizepräsident in Breslau.
Nach der Machtübernahme der Nationalsozialisten wurde Wagner aus allen Ämtern entlassen und zeitweise in den Konzentrationslagern Börgermoor und Lichtenburg interniert. Er arbeitete im Anschluss als Buchvertreter und war von 1942 bis zum Kriegsende als wissenschaftlicher Hilfsarbeiter bei Buderus-Röchling in Wetzlar beschäftigt.
Nach dem Zweiten Weltkrieg wurde Wagner erneut als Beamter in der Verwaltung eingesetzt. Er war seit 1946 Leiter des Amts für Verwaltungsvereinfachung im hessischen Finanzministerium und wurde 1947 Leiter der Personalabteilung im hessischen Ministerium für Wirtschaft und Verkehr. Seit 1948 amtierte er als Präsident des Regierungsbezirks Darmstadt.

## Partei
Wagner war seit 1918 Mitglied der SPD. Am 19. Oktober 1950 wurde Wagner durch den Bezirksvorstand Hessen-Süd auf Antrag von Willy Knothe aus der Partei ausgeschlossen. Nachdem ihn die Wahlkreisdelegiertenversammlung des Wahlkreises 18 (Oberlahnkreis) mit 36 zu 4 Stimmen als Landtagskandidat gewählt hatte, musste Georg-August Zinn als Landesvorsitzender den Parteiausschlussbeschluss aufheben. Hintergrund war die „Brotpreisaffaire“. Juli 1950 hatte die Bundesregierung unter Konrad Adenauer (CDU) beschlossen, die Subventionierung des Brotpreises einzustellen, was zu einer Erhöhung des Brotpreises führte. Albert Wagner vereinbarte daraufhin in seiner Funktion als Wirtschaftsminister mit den Verbänden des Mühlen- und des Bäckereigewerbes in Hessen, dass die Bäckereien jeweils eine Brotsorte zum alten, niedrigen Preis anbieten sollten. Im Gegenzug sollten im Rahmen einer Quersubventionierung die Preise der übrigen Sorten stärker angehoben werden.
Diese Regelung wurde parteiintern heftig kritisiert, da innerhalb der SPD Hessen die Brotpreiserhöhung als willkommenes Argument gegen die Politik der Bundesregierung gesehen wurde. Der Landesausschuss der SPD Hessen forderte seinen Rücktritt als Minister und wurde darin von Ministerpräsident Stock unterstützt. Der Vorsitzende der CDU Hessen (die CDU war Koalitionspartner der SPD in Hessen), Werner Hilpert unterstützte jedoch Albert Wagner. Stock überließ daher die Entscheidung über den Verbleib Wagners im Amt der Fraktion der SPD im Landtag, die Wagner ihr Vertrauen aussprach.

## Abgeordneter
Wagner war 1946 Mitglied der verfassungberatenden Landesversammlung des Landes Hessen. Er gehörte von 1946 bis 1966 dem Hessischen Landtag an und war dort von Juli 1947 bis November 1949 Vorsitzender der SPD-Fraktion. Von 1951 bis 1962 war er Vorsitzender des Haushaltsausschusses.

## Öffentliche Ämter
Wagner war Ende 1918 Vorsitzender des Zentralrats der Arbeiter- und Soldatenräte in der Provinz Pommern. 1945 wurde er Landrat des Oberlahnkreises. Vom 9. November 1949 bis zum 10. Januar 1951 amtierte er als hessischer Staatsminister für Arbeit, Landwirtschaft und Wirtschaft in der von Ministerpräsident Christian Stock geführten Landesregierung.

## Ehrungen
- 1956: Goethe-Plakette des Landes Hessen
- 1966: Wilhelm-Leuschner-Medaille[3]